# William Hicks
William Hicks, conosciuto anche come Hicks Pascià (1830 – al-Ubayyid, 5 novembre 1883), è stato un ufficiale britannico.

## Biografia
Entrato nel Bombay Army nel 1849, combatté nei moti indiani del 1857 e fu menzionato nei dispacci per buona condotta nelle azioni di Sitka Ghaut nel 1859.
Nel 1861 divenne capitano e nella spedizione britannica in Abissinia del 1867–1868 comandò una brigata, venendo nuovamente menzionato nei dispacci. Andò in pensione con il grado onorario di colonnello nel 1880.

### Al servizio del Chedivè
Dopo la guerra anglo-egiziana del 1882, entrò al servizio del Chedivè e venne nominato pascià. Nel 1881, il Sudan era controllato dall'Egitto; Muhammad Ahmad si autoproclamò Mahdi e cominciò a conquistare i territori vicini e ciò minacciava il già precario controllo egiziano del paese. Agli inizi del 1883 si recò a Khartum in qualità di capo di stato maggiore dell'esercito, poi comandato da Suliman Niazi Pascià. Il campo venne stabilito a Omdurman e fu raccolta una nuova forza di circa 8 000 combattenti, soprattutto reclutati tra i fellāḥīn delle truppe arabe sbandate, mandati in catene dall'Egitto. Dopo un mese di vigoroso addestramento, Hicks guidò 5 000 di questi uomini contro un numero equivalente di Dervisci a Sennar, sconfiggendoli e ripulendo dai ribelli le zone tra le città di Sennar e Khartum.

### La spedizione del 1883
Temendo un immediato attacco mahdista, gli ufficiali egiziani a Khartoum macchinarono contro Hicks, che nel mese di luglio rassegnò le dimissioni. Ciò provocò il licenziamento di Suliman Niazi e la nomina di Hicks come comandante in capo di un corpo di spedizione nel Kordofan con l'ordine di schiacciare il Mahdi, che nel gennaio del 1883 aveva catturato al-Ubayyiḍ (anche chiamata El Obeid), la capitale di quella provincia.
La spedizione partì da Khartum il 9 settembre: era costituita da 7 000 fanti, 1 000 cavalieri e 2 000 seguaci del campo e comprendeva 13 europei. Il 10 la forza lasciò il Nilo a Duem. Dopo una marcia forzata, Hicks attaccò le forze mahdiste il 3 novembre 1883. Il Mahdi aveva comunque avuto il tempo di riarmare e preparare i propri Anṣār, che erano ormai giunti ad essere più di 40 000. Il 5 novembre la spedizione cadde in un'imboscata e fu annientato nei pressi di Shaykān a sud di El Obeid. Hicks venne battuto e ucciso e le sue forze distrutte: si salvarono solamente 300 uomini (battaglia di El Obeid).
Secondo il racconto del cuoco di Hicks, uno dei sopravvissuti, il generale fu l'ultimo ufficiale a cadere, colpito dalla lancia del califfo Mahommed Sherif. La testa di Hicks fu tagliata e portata al Mahdi.